# Обретенов, Светослав
Светосла́в Обре́тенов Обре́тенов (болг. Светослав Обретенов Обретенов; 25 ноября 1909, Провадия, Болгария — 16 мая 1955, София, Болгария) — болгарский композитор, хоровой дирижёр и общественный деятель. Народный артист НРБ.
Брат искусствоведа Александра Обретенова.

## Биография
В 1933 году окончил Государственную музыкальную академию в Софии. В 1952—1953 годах совершенствовался в Московской консерватории под руководством Юрия Шапорина. Был дирижёром самодеятельных хоров в Софии, композитором и пианистом в оперном театре в Русе и в драматическом театре в Варне, преподавал в Бяла-Слатине, Ямболе и Пловдиве, принимал участие в деятельности различных театров (с режиссёром Бояном Дановским), писал музыку к спектаклям («Народная сцена», «Т-35», «Реалистичен театр» и других театров). В 1941—1942 годах возглавлял музыкальный отдел Радио и в 1943 году — театр в Варне. Руководил созданным им Государственным хором радио (первый в Болгарии профессиональный хор, позднее — Болгарская хоровая капелла); много гастролировал с этим коллективом. Член БКП с 1942 года.

## Память
- С 1955 года Болгарская хоровая капелла носит имя музыканта (болг. Българска хорова капела „Светослав Обретенов“).

## Сочинения
- опера «Гигант» / Грамада (незакончена, либретто Пламена Цонева[болг.])
- оперетта  / Пълна кофа доказателства
- оперетта  / Процесът в Пекин
- оратория «Партизаны» / Партизани (1952)
- кантата «Родина Димитрова» / Димитровска родина (на стихи Найдена Вылчева, a cappella, 1950)
- кантата «Запевай, наш отчий край» / Запей, наш бащин край (на стихи  Пламена Цонева[болг.], 1954)
- кантата «Пой, наш отчий край» для смешанного хора с чтецом / Запей, наш бащин край (на стихи  Пламена Цонева[болг.], 1954)
- кантата «Радость идёт» для тенора, смешанного хора и оркестра / Радост иде (1955)
- симфоническая поэма «Балканы поют гайдуцкую песню» / Балканът пее хайдушка песен (по балладе «Хаджи Димитр» Xристо Ботева, 1942)
- оркестровая увертюра «Георгий Димитров» / Георги Димитров (1945)
- вокально-инструментальная сюита  / На прощаване (на стихи Xристо Ботева)
- сюита «Борьба за мир» для голоса и инструментального ансамбля / Борба за мир (на стихи Найдена Вылчева, 1951)
- «Есть такая песня» для голоса соло / Има една песен
- / Три симфонични танца (1956)
- / Хороводна тема с вариации для скрипки с оркестром
- «Злоязычник» для голоса с оркестром / Злоезичник

## Награды
- 1950 — Димитровская премия
- 1952 — Димитровская премия
- 1970 — Народный артист НРБ